# Тучков мост
Тучко́в мост — автодорожный металлический разводной мост через Малую Неву в Санкт-Петербурге, соединяет между собой Васильевский и Петроградский острова. 

## Расположение
Мост соединяет Большой проспект Петроградской стороны с Кадетской и Первой линией Васильевского острова. Через мост проходят маршруты движения всех видов наземного общественного транспорта.
Рядом с мостом расположены Князь-Владимирский собор, Тучков буян, стадион «Петровский», дворец спорта «Юбилейный», Екатерининская церковь.
Выше по течению находится Биржевой мост, ниже — мост Бетанкура.
Ближайшая станция метро — «Спортивная». 27 мая 2015 года был открыт второй выход со станции метро, расположенный на набережной Макарова у въезда на мост.

## Название
Первый деревянный мост, построенный на этом месте, назывался Никольским, по Никольскому приделу Князь-Владимирского собора. Впоследствии мост стал называться Тучковым по фамилии купца Авраама Тучкова, владельца складов, на средства которого был построен мост. 
В честь моста назван танкер «Тучков мост», построенный на заводе «Адмиралтейские верфи» и спущенный на воду 5 декабря 2003 года. Он входит в серию танкеров, названных в честь известных петербургских мостов.

## История

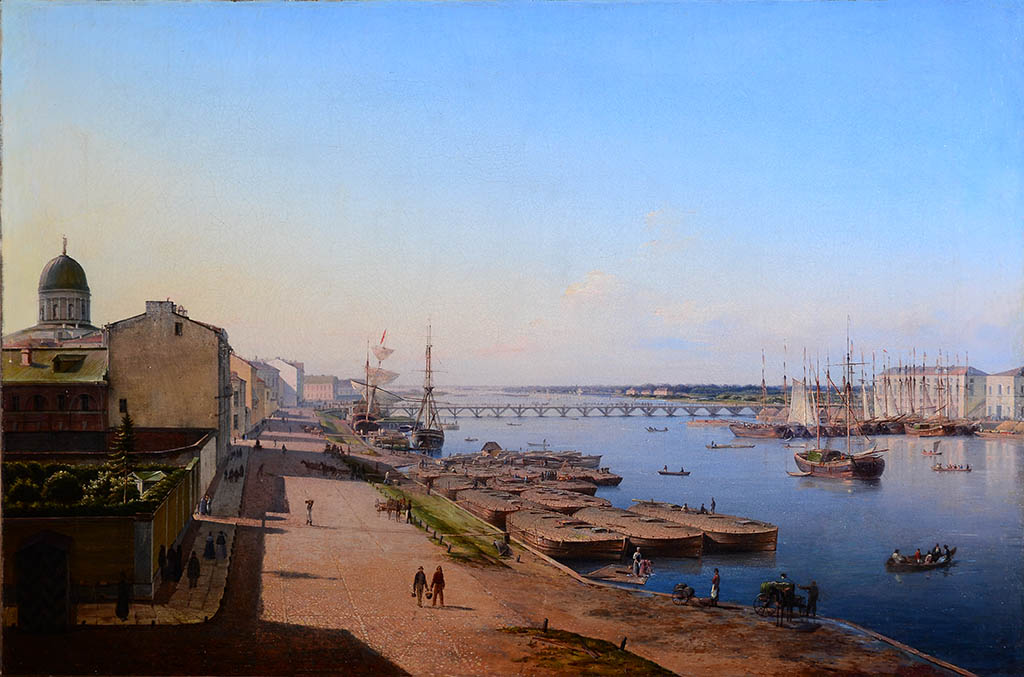
А. И. Иванов-Голубой. Вид Тучкова моста с окрестностями. Около 1844 года

В 1758 году по инициативе петербургских купцов и на их средства в створе Малого проспекта Васильевского острова был построен деревянный мост, состоявший из плашкоутной части в глубокой части русла и свайной — на мелководье. Это был самый длинный из петербургских мостов XVIII века, его длина составляла около 900 м. 
В 1833—1835 годах он был перестроен и стал деревянным многопролётным мостом балочно-подкосной системы на свайных деревянных опорах, с двухкрылым разводным пролётом. Мост был сооружён в створе Большого проспекта Петербургской стороны с устройством земляной дамбы от Малой Невы до будущего Александровского проспекта (ныне проспект Добролюбова). Мост имел 20 пролётов по 12 м при глубине воды около 5 м. Пролёт № 10, считая от левого берега, был разводным. Устой со стороны Васильевского острова был каменным, облицованным известняком. Разводной пролёт состоял из 4-х деревянных рам и разводился с помощью ручных лебедок. Проезжая часть была деревянная, составленная из поперечин и двойного дощатого настила. На открылках моста были установлены перила из чугунных решеток художественного литья с прямоугольными тумбами.
В 1839 году на тротуаре и мостовой на дамбе Тучкова моста впервые в России уложен искусственный асфальт.
В 1862 году произведен капитальный ремонт моста, на дамбе установлены новые перила. В 1870 году мост сгорел от непотушенной папиросы. 
В 1877 году мост был усилен для прокладки линии конки. В 1887, 1900 годах мост капитально ремонтировался. В 1904 году на мосту был уложен второй рельсовый путь конки. В 1908 году мост был усилен и расширен для прокладки линии трамвая. Длина моста по настилу составляла 258 м, ширина между перилами 16,2 м, ширина тротуаров по 1,4 м.
В 1948 году деревянные пролёты были заменены металлическими, деревянные рамы в разводном пролёте заменены на металлические, а ручные лебедки на электрические. Вновь были сооружены опоры разводного пролёта на деревянном свайном основании с жестким металлическим ростверком и металлической рамной обстройкой. Работы велись под руководством инженера О. С. Чарноцкого. К 1960 году мост имел 20 пролётов, из которых один был разводным и два — судоходными; его длина составляла 257 м, ширина — 19 м. Левобережный устой был каменным на свайном основании, опоры разводного пролёта — металлическими, а остальные опоры — деревянными, брусчатого типа, на свайном основании.
В связи с окончанием строительства Волго-Балтийского канала, который заменил устаревшую Мариинскую систему в 1964 году в Неву и её рукава стали входить крупногабаритные и крупнотоннажные суда. Габариты и грузоподъемность моста не могли удовлетворять требований наземного и водного транспорта. Поэтому встал вопрос о реконструкции моста.
В 1962—1965 годах мост был коренным образом перестроен по проекту инженеров «Ленгипроинжпроекта» В. В. Демченко, Б. Б. Левина и архитекторов П. А. Арешева и Л. А. Носкова. Мост стал трёхпролётным железобетонным с двукрылым разводным пролётом посередине. Стремясь сделать конструкции боковых пролётов изящными и экономичными, авторы Тучкова моста спроектировали их из предварительно напряженного железобетона, применив ту же консольно-балочную систему, которая успешно зарекомендовала себя при строительстве моста Красного Курсанта через реку Ждановку. Конструкция постоянных пролётов состояла из железобетонных консолей, заделанных в опорах, и подвесных балок, опирающихся на концы консолей. Длина консолей была неодинаковая: береговых — 18 м, речных — 26 м; пролёты подвесок были 29 м, высота — 1,18 м. При проектировании крыльев разводного пролёта сопоставлялись варианты стального и алюминиевого пролётных строений с проезжей частью из алюминиевых сплавов. По ряду причин для пролётного строения разводного пролёта были выбраны стальные сварные конструкции.
Продольная ось нового моста была смещена вниз по течению на 3 м от оси ранее существовавшей переправы. Значительное увеличение ширины моста (до 28 м) и расширение тротуаров до 4 м потребовали большого расширения Тучковой дамбы в сторону реки Ждановки. При этом русло ее было сужено с 54,5 м до 48,8 м. Вынос стен набережной Макарова в Неву на 42 м по отношению к передней грани устоя нового моста позволил создать относительно небольшую предмостную площадь. 
Строительство моста осуществляли СУ—1 и СУ—2 треста «Ленмостострой» под руководством главных инженеров О. С. Чарноцкого и Л. Ф. Полякова и прорабов Д. И. Крутова, Ю. И. Сергеева. Технический надзор вели инженеры Дирекции «Ленмосттрест» Д. В. Снятковский и Г. Ф. Шишлов. На период строительства для трамвайного и пешеходного движения был сооружён временный мост. 30 октября 1965 года были проведены испытания моста с использованием танков. 6 ноября мост был открыт для движения. 
Тучков мост и построенный одновременно с ним мост Александра Невского стали первыми отечественными разводными мостами с гидроприводом. На момент открытия это был самый широкий среди больших городских мостов: расстояние между перилами составляет 36 м.
Принадлежит к числу наиболее красивых мостов Петербурга. Композиция Тучкова моста с его усиленными речными быками в виде приземистых башен напоминает разводные башенные мосты XVIII века через Фонтанку. В облике моста гармонично сочетаются мощь и своеобразное изящество. Одно из наиболее интересных произведений советского зодчества послевоенных лет.
В 1985—1986 годах силами треста «Ленмостострой» выполнен капитальный ремонт проезжей части. В 1997—1998 годах выполнен капитальный ремонт с заменой дорожного покрытия, ремонтом ортотропной плиты на разводном пролёте и трамвайных путей. В 2006 году проводились работы по ремонту стационарных пролётных строений. В 2008—2009 годах выполнены работы по ремонту опор разводного пролёта. В 2013—2014 годах произведена замена отрицательных опор разводных пролётов.
По результатам обследования, выполненного в 2011 году, техническое состояние сооружения было признано неудовлетворительным. К наиболее значимым дефектам и повреждениям отнесены: возникновение чрезмерных углов перелома продольного профиля, вызванное провисанием консолей стационарных пролётных строений; отсутствие деформационных зазоров в узлах опирания подвесных главных балок на консольные; протечки через плиту проезжей части и деформационные швы на нижележащие конструкции, вызванные моральным и физическим износом гидроизоляции и деформационных швов; разрушение стыков диафрагм стационарных пролётных строений с обнажением и коррозией пучков поперечной напряженной арматуры; значительное повреждение напряженной арматуры консольных балок стационарных пролётных строений; коррозионные повреждения хвостовых частей крыльев разводного пролётного строения, включая стенки противовесных блоков. 
В ноябре 2015 года СПБ ГКУ «Дирекция транспортного строительства» заключило с компанией ЗАО «Пилон» контракт на выполнение работ по реконструкции Тучкова моста на сумму 2,394 млрд. рублей. В связи с подготовкой к предстоящему Чемпионату мира по футболу 2018 года сроки окончания ремонта были перенесены на конец 2017 года. При этом введение ограничения движения по мосту было возможно только после завершения капитального ремонта вестибюля станции метро «Василеостровская» (июнь 2016 года). 
7 июня 2016 года начались работы по реконструкции моста. На первом этапе реконструкции закрывалось движение транспорта по 2/3 проезжей части с низовой стороны (со стороны Финского залива) с организацией одностороннего движения по двум полосам в направлении с Васильевского острова на Петроградскую сторону. Трамвайное и троллейбусное движение закрывалось. На втором этапе после ремонта стационарных пролётных строений движение автотранспорта осуществлялось по реконструированной части моста, закрывалось движение на оставшейся проезжей части с верховой стороны (со стороны Биржевого моста).
Работы по демонтажу и монтажу стационарных пролётных строений осуществлялись при помощи двух автомобильных кранов Liebherr LTM-1100 грузоподъемностью 100 т. Вначале производился демонтаж подвесной балки, затем — русловой и береговой консольных балок, расположенных в створе с ранее демонтированной подвесной балкой. Сооружение стационарного пролётного строения осуществлялось по следующей технологии: монтаж металлоконструкций укрупненных блоков главных балок с опиранием на временные опоры, устройство железобетонной плиты проезжей части с натяжением арматурных канатов. Работы на разводном пролётном строении велись по всей ширине моста, а его полное закрытие осуществлялось только в ночное время суток, с 0 до 6 часов. Днем движение автотранспорта в районе разводного пролёта осуществлялось по специальным аппарелям.
18 ноября 2017 года мост был открыт после реконструкции, 19 ноября движение было открыто для общественного транспорта. Все работы были завершены в 2018 году.
В ходе работ выполнен ремонт устоев и опор разводного пролёта, стационарные железобетонные пролёты заменены металлическими, заменено оборудование разводного пролёта, на разводном пролёте заменены трамвайные короба и опоры освещения, отреставрировано перильное ограждение, обновлены системы сигнализации, подсветки и управления разводным пролётом, смонтирована новая система видеообзора, построены новые павильоны с современным пультом управления и охраной.

## Конструкция

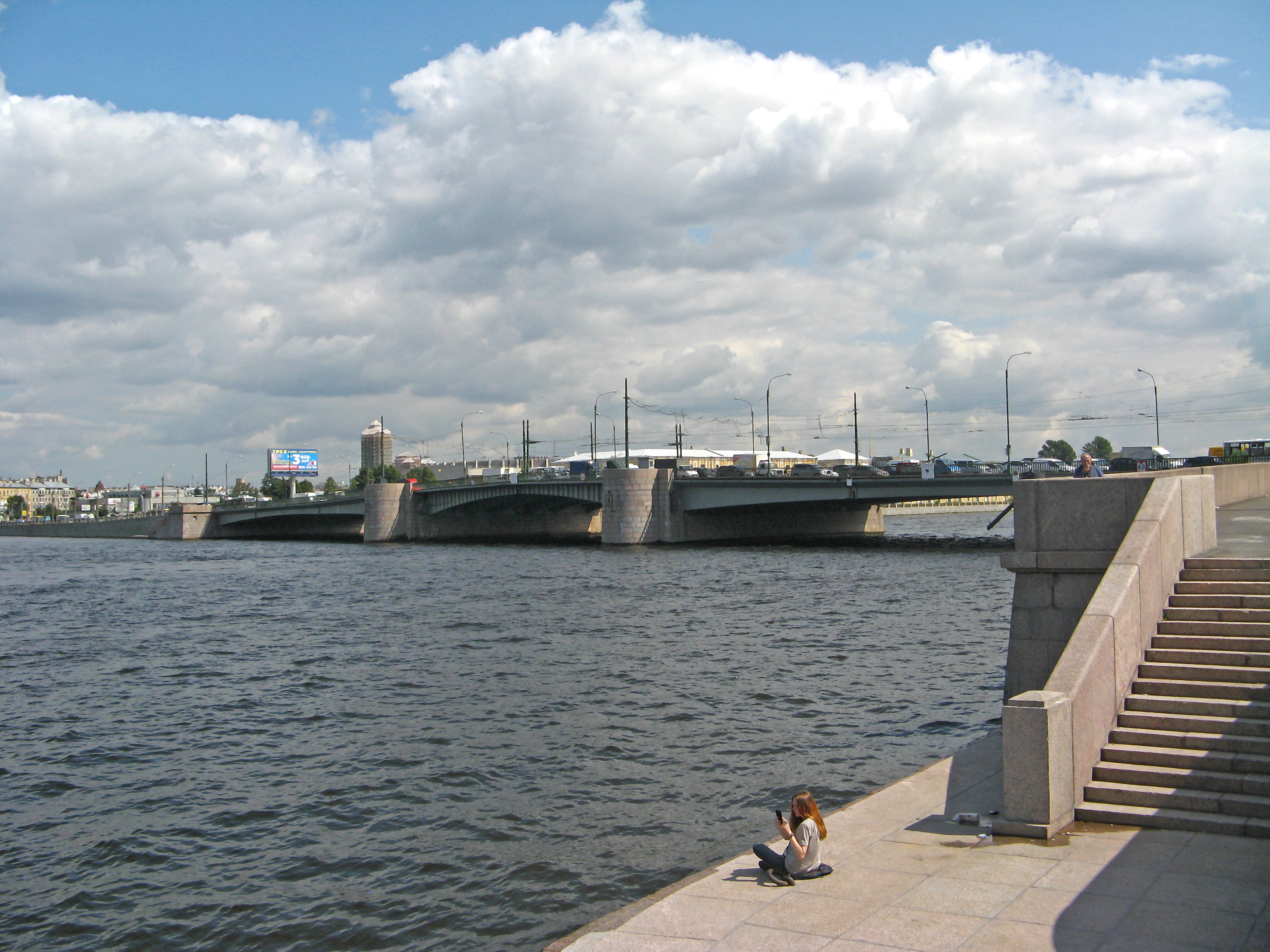
Общий вид моста до реконструкции

Мост трёхпролётный разводной. Схема разбивки на пролёты: 74,10+53,40+74,10 м. Общая длина моста составляет 226,2 м (216 м между гранитными устоями), а ширина между перилами — 36 м (из них ширина проезжей части 28 м и два тротуара по 2,75 м). 
Стационарное пролётное строение по статической схеме представляет собой балку с расчетным пролётом 75,0 м, жёстко защемлённую в русловой опоре и шарнирно-подвижно опирающуюся на береговой устой. 
В поперечном сечении пролётное строение выполнено из 10 сплошностенчатых полигональных двутавровых балок, расположенных с шагом 4,1 м. Высота балок — 2,9 м у русловой опоры, 2,4 м у береговой опоры и 1,03 м в наименьшем сечении в пролёте. Контур нижнего пояса балок повторяет контур железобетонных балок моста 1965 года постройки. Главные балки объединены железобетонной плитой проезжей части поверху и системой поперечных балок. Металлоконструкции пролётных строений собираются из цельноперевозимых блоков длиной 12 м и заключительного длиной 2,1 м. Монтажные стыки главных балок комбинированные: стыки стенок осуществляются на высокопрочных болтах, стыки поясов — на сварке. Высокопрочная арматура преднапряжения располагается в железобетонной плите проезжей части на участке в пределах 36 м от русловой опоры. Высокопрочное армирование выполняется пучками из семипроволочных канатов в индивидуальной оболочке из стали класса 1860. Натяжение арматуры производится на закладные сварные конструкции задней стенки русловой опоры. Проезжая часть выполнена в виде монолитной железобетонной плиты. Объединение с главными балками выполняется через систему гребенчатых упоров. 
Разводной пролёт двукрылый, раскрывающейся системы с неподвижной осью вращения с жёстко прикреплёнными противовесами, с гидроприводом. Угол раскрытия крыла 69º. Пролётное строение металлическое цельносварное. Статическая схема в наведенном положении — балочная с шарниром в середине, величина пролёта в свету L=57 м. Расстояние между осями вращения крыльев 53,4 м. В наведенном состоянии каждое из крыльев работает как консоль длиной 26,7 м. В поперечном сечении пролётное строение представляет собой 6 главных балок двутаврового сечения с криволинейным очертанием нижнего пояса, объединенные между собой системой поперечных балок и продольными связями в уровне нижнего пояса. Расстояния между главными балками составляют 7,30 + 4,55 + 7,30 + 4,55 + 7,30 м. Ортотропная плита проезжей части выполнена из листа настила толщиной 10 мм, подкрепленного продольными ребрами. Особенность крыльев Тучкова моста в том, что в разведённом и наведенном положении они не фиксируются никакими дополнительными устройствами, кроме запертых золотников.
Устои моста массивные, железобетонные на свайном основании, облицованы гранитом. Русловые опоры массивные, железобетонные на высоких свайных ростверках, отметка подошвы которых примерно соответствует уровню дна реки. При сооружении опор использованы сваи-оболочки диаметром 56 см, заполненные бетоном. Сваи заглублены в кембрийскую полутвердую глину на 1—1,5 м, что соответствует отметке 22—24 м от ординара. Лицевые поверхности опор облицованы розовым гранитом.
Мост предназначен для движения автотранспорта, трамваев и пешеходов. Проезжая часть моста включает в себя 6 полос для движения автотранспорта и 2 трамвайных пути. Покрытие на проезжей части моста на постоянных пролётах — асфальтобетонное по железобетонной плите, а на разводном пролёте — литой асфальт по ортотропной плите. Покрытие тротуаров — литой асфальт. Тротуары расположены в повышенном относительно проезжей части уровне и отделены от нее металлическим парапетным ограждением высотой 0,75 м. Перила моста представляют собой металлическую сварную решётку простого рисунка из стержней квадратного сечения, поставленных под углом и переплетённых таким образом, что создают на всём протяжении моста необычную объёмную картину. На открылках моста со всех 4-х сторон установлены гранитные парапеты. На русловых опорах с верховой стороны над входами в опоры устроены два павильона: пульта управления и помещение для охраны. На правом берегу с верховой стороны моста расположен павильон с пультом управления. На набережной правого берега с верховой стороны у павильона и с низовой стороны реки Ждановки на подходе к мосту расположены лестничные спуски к воде, облицованные гранитом.